# Adam Žampa (Skirennläufer)
Adam Žampa (* 13. September 1990 in Kežmarok) ist ein slowakischer Skirennläufer. Er ist auf die Disziplinen Riesenslalom und Slalom spezialisiert. Seine Brüder Andreas und Teo Žampa ebenfalls Skirennläufer.

## Biografie
Žampa stammt aus Starý Smokovec in der Hohen Tatra. Im Dezember 2005 bestritt er im Alter von 15 Jahren seine ersten FIS-Rennen. Nennenswerte Erfolge blieben in den folgenden Jahren zunächst aus. Ohne jemals zuvor im Europacup oder im Weltcup gestartet zu sein, nahm er an den Weltmeisterschaften 2009 in Val-d’Isère teil. Es folgten die Juniorenweltmeisterschaften 2009 in Garmisch-Partenkirchen, wo er in der Kombination den zwölften Platz belegte. Sein Debüt im Europacup hatte er im Dezember 2009. Im Februar 2010 gewann er den slowakischen Juniorenmeistertitel im Slalom und sein erstes FIS-Rennen, im März 2010 seinen ersten von insgesamt acht slowakischen Meistertiteln.
Am 14. November 2010 startete Žampa erstmals im Weltcup und schied beim Slalom in Levi im ersten Durchgang aus. In der Saison 2011/12 begann er, im Europacup sich regelmäßig in den Punkterängen zu klassieren. Am 23. Januar 2012 gelang ihn im Riesenslalom von Zell am See mit Platz drei die erste Podestplatzierung auf dieser Stufe. Als Vorbereitung auf die Saison 2012/13 bestritt er im Sommer mehrere Rennen in Ozeanien, von denen er drei gewann. Auf diese Weise entschied er erstmals die Gesamtwertung für sich. Die ersten Weltcuppunkte holte er am 28. Oktober 2012 mit Platz neun im Riesenslalom von Sölden, nachdem er im zweiten Durchgang die zweitbeste Zeit erzielt hatte. Er nahm an der Winter-Universiade 2013 in Mribor teil und gewann dort die Silbermedaille im Slalom. In der darauf folgenden Weltcupsaison 2013/14 kam er nicht über einen 17. Platz hinaus. Bei den Olympischen Winterspielen 2014 in Sotschi erzielte er in der Super-Kombination den fünften und im Slalom den sechsten Platz.
Im Sommer 2014 gewann Žampa im Australia New Zealand Cup sechs Rennen und entschied zum zweiten Mal die Gesamtwertung für sich. Mit vier weiteren Siegen wiederholte er diesen Erfolg im Sommer 2015. Im Weltcup konnte er sich langsam etablieren, auch wenn Top-10-Ergebnisse spärlich blieben. Das beste Weltcupergebnis seiner Karriere gelang ihm am 22. Januar 2016 mit Platz 5 in der Kombination von Kitzbühel. Bei den Weltmeisterschaften 2017 in St. Moritz stand er im Mannschaftswettbewerb als Ersatzfahrer des slowakischen Teams im Einsatz und erhielt eine Silbermedaille zugesprochen. In den folgenden Jahren blieben zählbare Ergebnisse im Weltcup selten, jedoch konnte er an den Winterspielen 2018 in Sotschi teilnehmen. Im Sommer 2019 gewann er im Australia New Zealand Cup nochmals vier Rennen, was zum vierten Mal insgesamt für den Sieg in der Gesamtwertung reichte.
Stark verbessert zeigte sich Žampa in der Weltcupsaison 2020/21, als er in den beiden Riesenslaloms von Valfurva zwei Top-10-Ergebnisse erzielte. Danach verlor er allmählich den Anschluss an die Weltspitze und klassierte sich nur noch sporadisch in den Punkterängen. Er nahm aber an den Winterspielen 2022 in Peking teil, wo er im Riesenslalom auf Platz 15 fuhr. Am 20. Januar 2024 stand er in Jasná beim Weltcup-Riesenslalom der Frauen als Vorläufer im Einsatz; dabei erlitt er bei einem Sturz eine schwere Knieverletzung und musste die Saison vorzeitig beenden.

## Erfolge

### Olympische Spiele
- Sotschi 2014: 5. Super-Kombination, 6. Slalom, 22. Riesenslalom, 28. Super-G
- Pyeongchang 2018: 9. Mannschaftswettbewerb, 22. Alpine Kombination, 24. Slalom, 25. Riesenslalom
- Peking 2022: 12. Mannschaftswettbewerb, 15. Riesenslalom, 25. Slalom

### Weltmeisterschaften
- Val-d’Isère 2009: 21. Slalom
- Garmisch-Partenkirchen 2011: 24. Slalom
- Schladming 2013: 13. Super-Kombination, 15. Slalom, 17. Riesenslalom, 36. Super-G
- Vail/Beaver Creek 2015: 34. Super-G
- St. Moritz 2017: 2. Mannschaftswettbewerb
- Åre 2019: 5. Mannschaftswettbewerb
- Cortina d’Ampezzo 2021: 8. Riesenslalom
- Courchevel/Méribel 2023: 14. Mannschaftswettbewerb, 19. Parallelrennen
- Saalbach-Hinterglemm 2025: 27. Riesenslalom

### Weltcup
- 5 Platzierungen unter den besten zehn

### Weltcupwertungen
| Saison  | Gesamt | Gesamt | Riesenslalom | Riesenslalom | Slalom | Slalom | Kombination | Kombination |
| Saison  | Platz  | Punkte | Platz        | Punkte       | Platz  | Punkte | Platz       | Punkte      |
| ------- | ------ | ------ | ------------ | ------------ | ------ | ------ | ----------- | ----------- |
| 2012/13 | 83.    | 49     | 32.          | 29           | 45.    | 18     | 31.         | 2           |
| 2013/14 | 91.    | 43     | –            | –            | 37.    | 27     | 22.         | 16          |
| 2014/15 | 66.    | 95     | –            | –            | 32.    | 43     | 9.          | 52          |
| 2015/16 | 77.    | 100    | 41.          | 24           | 42.    | 16     | 12.         | 60          |
| 2016/17 | 101.   | 39     | –            | –            | 43.    | 18     | 23.         | 21          |
| 2017/18 | 101.   | 36     | 45.          | 16           | 37.    | 20     | –           | –           |
| 2018/19 | 116.   | 23     | 36.          | 23           | –      | –      | –           | –           |
| 2019/20 | 120.   | 26     | 35.          | 26           | –      | –      | –           | –           |
| 2020/21 | 66.    | 106    | 24.          | 106          | –      | –      | –           | –           |
| 2021/22 | 120.   | 20     | 38.          | 20           | –      | –      | –           | –           |
| 2022/23 | 116.   | 29     | 37.          | 29           | –      | –      | –           | –           |

### Juniorenweltmeisterschaften
- Garmisch-Partenkirchen 2009: 12. Kombination, 29. Riesenslalom, 44. Abfahrt, 45. Slalom
- Mont Blanc 2010: 21. Slalom, 34. Riesenslalom, 48. Super-G

### Europacup
- 2 Podestplätze, davon 1 Sieg:

| Datum        | Ort   | Land     | Disziplin    |
| ------------ | ----- | -------- | ------------ |
| 3. März 2015 | Jasná | Slowakei | Riesenslalom |

### Australia New Zealand Cup
- Gesamtsieger: 2012, 2014, 2015, 2018
- Sieger Riesenslalomwertung: 2014, 2015
- Sieger Slalomwertung: 2012, 2015, 2018
- 37 Podestplätze, davon 20 Siege

### Weitere Erfolge
- 8 slowakische Meistertitel (Riesenslalom 2010, 2012, 2013 und 2023; Slalom 2012, 2013, 2014 und 2016)
- 1 slowakischer Juniorenmeistertitel (Slalom 2010)
- Universiade 2013: 2. Slalom
- 1 Sieg im Far East Cup
- 18 Siege in FIS-Rennen